# Around the World (album d'Ami Suzuki)
Pour les articles homonymes, voir Around the World.
Albums de Ami Suzuki
Infinity Eighteen Vol.2
(2000) Connetta
(2007)
Albums par Ami Suzuki
Fun For Fan
(2001) Amix World
(2006)
Singles
1. Delightful
2. Eventful
3. Negaigoto
4. Around the World

Around the World (écrit en majuscules : AROUND THE WORLD) est le 1er album de Ami Suzuki sorti sous le label Avex Trax ; c'est son 4e album original en comptant les trois sortis chez Sony Music Japan, ou son 5e album en comptant une compilation.

## Présentation
L'album sort le 12 octobre 2005 au Japon sous le label Avex Trax, produit par Max Matsuura. Il atteint la 5e place du classement de l'Oricon. Il se vend à 35 609 exemplaires la première semaine, et reste classé pendant 7 semaines, pour un total de 62 022 exemplaires vendus durant cette période. Il sort également en format "CD+DVD", avec une pochette différente et un DVD en supplément contenant des clips vidéos et "making of". L'album sort aussi en deux éditions limitées avec chacune une autre pochette différente, en collaboration avec la boutique de mode d'Harajuku Base Control, sans le DVD mais avec un T-shirt : une édition avec un T-shirt pour homme ("Mens"), et l'autre avec un T-shirt pour femme ("Ladies").
C'est le premier album original de la chanteuse depuis Infinity Eighteen Vol.2 sorti en 2000, cinq ans et demi auparavant, après une pause forcée de plusieurs années à la suite d'un procès l'opposant à ses anciennes agences d'artiste et maison de disques (Sony Music Japan) pour un problème de droits d'auteur. C'est donc son premier album sans son ancien producteur Tetsuya Komuro, et le premier avec son nouveau producteur Max Matsuura, qui a par ailleurs souvent collaboré avec Komuro par le passé. Le marché du disque a cependant évolué pendant son absence, et elle ne retrouve pas les ventes importantes de ses précédents albums sortis entre 1999 et 2001 avec son ancien label, qui dépassaient parfois le million d'exemplaires vendus par album.
L'album contient six titres, dont deux "faces B", sortis précédemment sur les quatre premiers singles de la chanteuse pour avex trax, dont le single homonyme Around the World sorti le même jour. Il contient aussi le titre For yourself diffusé précédemment en téléchargement, mais pas la version originale du titre en téléchargement Hopeful.

## Liste des titres
Toutes les paroles sont écrites par Ami Suzuki.
| 1.  | Around the World (AROUND THE WORLD)             | Y@suo Ohtani     | Ken Harada              | 4:34 |
| 2.  | Hopeful -Overhead Champion Mix- (de Delightful) | Shunsuke Yazaki  | Mix : Overhead Champion | 4:55 |
| 3.  | Beautiful                                       | Daisuke Suzuki   | ats-                    | 4:55 |
| 4.  | Sweet Voice                                     | Kazuhito Kikuchi | Yasunari Nakamura       | 4:47 |
| 5.  | Delightful                                      | Toru Watanabe    | Axel Konard             | 4:20 |
| 6.  | For Yourself (For yourself)                     | Toru Watanabe    | h-wonder                | 4:40 |
| 7.  | Negaigoto (ねがいごと)                          | Daisuke Suzuki   | Yasunari Nakamura       | 5:08 |
| 8.  | Risk                                            | Daisuke Suzuki   | Yasunari Nakamura       | 4:40 |
| 9.  | Eventful                                        | Toru Watanabe    | Toru Watanabe           | 4:23 |
| 10. | With You (with you)                             | Kazuhito Kikuchi | Ken Harada              | 4:44 |
| 11. | Times ("face B" de Negaigoto)                   | Toru Watanabe    | Toru Watanabe           | 4:15 |
| 12. | I'm Alone (I'm alone)                           | Kazuhito Kikuchi | KZB                     | 2:56 |

| 1. | Hopeful                                          |  |
| 2. | Delightful -dance track-                         |  |
| 3. | Eventful -dance track-                           |  |
| 4. | Negaigoto -album edit- (ねがいごと…)             |  |
| 5. | For Yourself (For yourself)                      |  |
| 6. | Around the World (AROUND THE WORLD)              |  |
| 7. | For Yourself (making of) (For yourself…)         |  |
| 8. | Around the World (making of) (AROUND THE WORLD…) |  |